# Plutón (1897)
El Plutón fue un destructor de la Clase Furor de la Armada Española, que luchó en la batalla naval de Santiago de Cuba durante la guerra hispano-estadounidense.

## Características técnicas
El Plutón fue construido en el Reino Unido. Fue puesto en grada el 12 de febrero de 1897 en los astilleros Clydebank Engineering & Shipbuilding Co., siendo botado en abril del mismo año y completado el 4 de noviembre de 1897. Tenía tres chimeneas. Figuraba como un destructor de buques torpederos, diseñado para proteger buques mayores contra los ataques de los torpederos, pero también para atacar a buques mayores con sus propios torpedos.

## Historial
Como las tensiones entre España y los Estados Unidos subían en 1898, el Plutón formó parte de la primera escuadra de la Armada española mandada por el vicealmirante Pascual Cervera y Topete. Se ordenó a la escuadra concentrarse en San Vicente. El Plutón, junto con el crucero protegido Infanta María Teresa, el crucero acorazado Cristóbal Colón y los destructores Furor y Terror partieron de Cádiz el 8 de abril de 1898 y llegaron a San Vicente el 14 de abril de 1898. Los buques experimentaron problemas mecánicos y consumieron más carbón del esperado durante el trayecto. La escuadra se vio reforzada con la llegada de dos cruceros protegidos, el Almirante Oquendo y el Vizcaya.
La Guerra Hispano-Norteamericana comenzó mientras el Plutón estaba en San Vicente. Debido a la neutralidad de Portugal, de acuerdo con las leyes internacionales se ordenó que debían abandonar San Vicente en 24 horas desde la declaración de guerra, El Plutón y el resto de la escuadra de Cervera partió el 29 de abril, con rumbo a San Juan de Puerto Rico. A causa de los continuos problemas mecánicos y al bajo nivel de carbón, el Plutón y sus compañeros intentaron repostar en Martinica el 10 de mayo. Mientras el Plutón y los cruceros permanecían en aguas internacionales, el Furor y el Terror entraron en Fort-de-France para solicitar un suministro de carbón. Francia, que era neutral, se negó a suministrar el carbón a la escuadra española. Excepto el Terror, que permaneció en Fort-de-France debido a sus problemas mecánicos, partieron el 12 de mayo de 1898 hacia Curazao, donde Cervera esperaba poder carbonear. Cervera llegó a Willemstad el 14 de mayo, pero Holanda también se declaró neutral y, forzada por su estricta neutralidad, sólo permitió al Vizcaya y al Infanta María Teresa entrar a puerto para cargar solamente 600 toneladas de carbón. El 15 de mayo, los buques de Cervera partieron, pero no podían dirigirse a San Juan de Puerto Rico, que se encontraba bloqueada por la Armada de los Estados Unidos pero aún podían acudir a Santiago de Cuba en la costa sudeste de Cuba, a donde llegaron el 19 de mayo de 1898. Cervera esperaba reparar sus buques antes de verse atrapado. Su escuadra se vio bloqueada en Cuba cuando la escuadra norteamericana llegó el 27 de mayo y comenzó un bloqueo que duró 37 días.
Intervino en algunas acciones durante el bloqueo. El 3 de junio intentaron bloquear el puerto hundiendo el carbonero a vapor de la Armada de los Estados Unidos USS Merrimac en la entrada al canal, con la intención de bloquear a la escuadra española. El Plutón, el Vizcaya y el crucero Reina Mercedes abrieron fuego sobre el Merrimac, que se hundió rápidamente en una posición que no bloqueaba la entrada al puerto.
Durante el bloqueo, el Furor y los otros buques sufrieron algún bombardeo naval por parte de los buques norteamericanos. Con el buque bloqueado, algunos de sus tripulantes se unieron a las brigadas navales que luchaban contra el Armada de los Estados Unidos por el control de Santiago de Cuba.
A principios de julio, cuando la caída de Santiago era evidente, Cervera decidió que la única esperanza de su escuadra era tratar de escapar a mar abierto para huir del bloqueo. La fecha elegida para intentar romper el bloqueo fue el 3 de julio. La tripulación del Plutón regresó de las brigadas navales el 2 de julio de 1898 y se preparó para la acción. El Plutón sería el sexto buque en partir durante la escapada siguiendo a los cuatro cruceros y al Furor. Mientras el Infanta María Teresa se sacrificaba en un ataque rápido contra el USS Brooklyn, el Plutón y los otros evitarían la acción con toda la velocidad que eran capaces.
Al amanecer del 3 de julio, los buques españoles se pusieron en marcha, comenzando la batalla naval de Santiago de Cuba.
Los acorazados y cruceros acorazados norteamericanos abrieron fuego sobre los dos destructores en cuanto aparecieron por el canal, impactándoles en varias ocasiones, pero inmediatamente concentraron su atención sobre los cruceros. Los dos destructores dañados pusieron su máxima velocidad perseguidos solo por el yate armado USS Gloucester, un buque con menos armamento que los destructores, pero más rápido y no dañado. El Gloucester impactó a ambos destructores en repetidas ocasiones. Demasiado dañado para continuar, el Plutón se perdió cerca de la playa en la Bahía Cabañas. Algunos miembros de su tripulación fueron rodeados por los insurgentes cubanos, que comenzaron a disparar a los marinos españoles. Otros supervivientes fueron rescatados por marineros de los Estados Unidos con pequeños botes.

### Buques de la clase
- Furor
- Terror
- Audaz
- Osado
- Proserpina

### Listas relacionadas
- Anexo:Destructores de España